# Drag Race Filipinas
Drag Race Filipinas es una serie de televisión de competencia de telerrealidad filipina. Es un spin-off de RuPaul's Drag Race. La serie es producida por World of Wonder y Fullhouse Asia Production Studios, Inc y se transmite por WOW Presents Plus, Discovery+ y HBO Go en Filipinas, Crave en Canadá y WOW Presents Plus en el resto del mundo.

## Desarrollo
La serie se estrenó el 17 de agosto de 2022. Paolo Ballesteros, apodado Mawma Pao, fue quien presentó el programa, con Jiggly Caliente, concursante de RuPaul's Drag Race temporada 4 y All Stars temporada 6, y la personalidad de televisión KaladKaren como jueces permanentes.  El elenco fue anunciado el 27 de julio. BJ Pascual, Jon Santos y Rajo Laurel fueron los jueces alternos de la temporada.
Doce drag queens compitieron por el título de "Primera Drag Superstar de Filipinas", un suministro de un año de ONE/SIZE Beauty Cosmetics de Patrick Starrr y un premio en efectivo de ₱ 1,000,000.
Precious Paula Nicole ganó la primera temporada, con Marina Summers como subcampeona, mientras que Lady Morgana fue nombrada Miss Congeniality.
La temporada también tiene su versión Untucked!.

## Temporada 1
Las edades, los nombres y las ciudades indicadas corresponden al momento de la filmación .
| Concursante           | Años | Ciudad natal                | Posición   |
| --------------------- | ---- | --------------------------- | ---------- |
| Precious Paula Nicole | 35   | Daet, Camarines Norte       | Ganadora   |
| Marina Summers        | 25   | Ciudad de Makati            | 2.º lugar  |
| Eva Le Queen          | 33   | Marikina                    | 3.er lugar |
| Xilhouete             | 34   | Cabanatuan, Nueva Écija     | 3.er lugar |
| Minty Fresh           | 31   | Ciudad Quezon               | 5.º lugar  |
| Brigiding             | 29   | Mandaluyong                 | 6.º lugar  |
| Viñas DeLuxe          | 25   | San José Del Monte, Bulacán | 7.º lugar  |
| Lady Morgana          | 30   | Ciudad Dávao                | 8.º lugar  |
| Turing                | 29   | Caintá, Rizal               | 9.º lugar  |
| Gigi Era              | 38   | Melbourne, Australia        | 10.° lugar |
| Corazón               | 34   | Bolinao, Pangasinán         | 11.º lugar |
| Prínce                | 25   | Calumpit, Bulacán           | 12.º lugar |

| EpisodioConcursante   | 1    | 2    | 3    | 4    | 5    | 6    | 7    | 8    | 9    | 10        |
| --------------------- | ---- | ---- | ---- | ---- | ---- | ---- | ---- | ---- | ---- | --------- |
| Precious Paula Nicole | SAFE | HIGH | SAFE | WIN  | HIGH | SAFE | LOW  | HIGH | HIGH | Winner    |
| Marina Summers        | HIGH | SAFE | HIGH | HIGH | WIN  | HIGH | HIGH | LOW  | WIN  | Runner Up |
| Xilhouete             | LOW  | SAFE | BTM2 | HIGH | HIGH | WIN  | HIGH | WIN  | BTM2 | ELIM      |
| Eva Le Queen          | HIGH | SAFE | HIGH | SAFE | SAFE | HIGH | BTM2 | HIGH | HIGH | ELIM      |
| Minty Fresh           | WIN  | HIGH | LOW  | SAFE | SAFE | BTM2 | WIN  | BTM2 | ELIM | Guest     |
| Brigiding             | SAFE | SAFE | HIGH | SAFE | BTM2 | BTM2 | SAFE | ELIM |      | Guest     |
| Viñas Deluxe          | HIGH | WIN  | SAFE | HIGH | LOW  | LOW  | ELIM |      |      | Guest     |
| Lady Morgana          | BTM2 | SAFE | HIGH | BTM2 | ELIM |      |      |      |      | Miss C    |
| Turing                | HIGH | BTM2 | WIN  | ELIM |      |      |      |      |      | Guest     |
| Gigi Era              | SAFE | LOW  | ELIM |      |      |      |      |      |      | Guest     |
| Corazon               | SAFE | ELIM |      |      |      |      |      |      |      | Guest     |
| Prince                | ELIM |      |      |      |      |      |      |      |      | Guest     |

     La concursante es la ganadora de la temporada.
     La concursante es la subganadora de la temporada.
     La concursante fue de las finalistas, pero fue eliminada en la final.
     La concursante ganó el episodio.
     La concursante estuvo entre las mejores del episodio y fue salvada.
     La concursante no estuvo entre las mejores ó peores del episodio y fue salvada.
     La concursante estuvo entre las peores del episodio y fue salvada.
     La concursante hizo lip-sync y ganó.
     La concursante hizo lip-sync y perdió.
     La concursante obtuvo el título de Miss Congeniality.

## Temporada 2
Las edades, los nombres y las ciudades indicadas corresponden al momento de la filmación .
| Concursante           | Años | Ciudad natal                | Posición         |
| --------------------- | ---- | --------------------------- | ---------------- |
| Captivating Katkat    | 33   | Marikina                    | Ganadora         |
| Arizona Brandy        | 25   | Daet, Camarines Norte       | Finalista        |
| M1ss Jade So          | 23   | Ciudad Quezon               | 3°/4° lugar      |
| Bernie                | 35   | Ciudad de Makati            | 3°/4° lugar      |
| Hana Beshie           | 24   | San José Del Monte, Bulacán | 5°/6° lugar      |
| ØV CÜNT               | 24   | Caintá, Rizal               | 5°/6° lugar      |
| Dee Dee Marie Holiday | 38   | Ciudad Dávao                | 7° lugar         |
| Matilduh              | 24   | Mandaluyong                 | 8° lugar         |
| Verushka Levels       | 36   | Bolinao, Pangasinán         | 9° lugar         |
| Tiny DeLuxe           | 22   | Melbourne, Australia        | 10° lugar        |
| Astrid Mercury        | 29   | Cabanatuan, Nueva Écija     | 11.°/ 12.° lugar |
| Nicole Pardaux        | 37   | Cebu City, Cebu             | 11.°/ 12.° lugar |

| EpisodioConcursante | 1    | 2    | 3    | 4    | 5    | 6    | 7    | 8    | 9    | 10        |
| ------------------- | ---- | ---- | ---- | ---- | ---- | ---- | ---- | ---- | ---- | --------- |
| Captivating Katkat  | HIGH |      | LOW  | WIN  | HIGH | WIN  | HIGH | BTM2 | HIGH | Winner    |
| Arizona Brandy      | WIN  |      | BTM2 | HIGH | SAFE | LOW  | HIGH | HIGH | BTM3 | Runner Up |
| M1ss Jade So        | HIGH |      | HIGH | SAFE | BTM2 | BTM2 | HIGH | LOW  | WIN  | ELIM      |
| Bernie              |      | WIN  | SAFE | SAFE | HIGH | HIGH | WIN  | BTM2 | HIGH | ELIM      |
| Hana Beshie         |      | BTM2 | HIGH | SAFE | SAFE | HIGH | HIGH | HIGH | ELIM | Miss C    |
| ØV CÜNT             |      | HIGH | SAFE | HIGH | HIGH | SAFE | TOP2 | WIN  | ELIM | Guest     |
| Dee Dee Holiday     |      | HIGH | HIGH | BTM3 | WIN  | ELIM |      |      |      | Guest     |
| Matilduh            | LOW  |      | HIGH | BTM3 | ELIM |      |      |      |      | Guest     |
| Verushka Levels     |      | LOW  | WIN  | ELIM |      |      |      |      |      | Guest     |
| Tiny DeLuxe         | BTM2 |      | ELIM |      |      |      |      |      |      | Guest     |
| Astrid Mercury      |      | ELIM |      |      |      |      |      |      |      | Guest     |
| Nicole Pardaux      | ELIM |      |      |      |      |      |      |      |      | Guest     |

     La concursante es la ganadora de la temporada.
     La concursante es la subganadora de la temporada.
     La concursante fue de las finalistas, pero fue eliminada en la final.
     La concursante ganó el episodio.
     La concursante estuvo entre las mejores del episodio y fue salvada.
     La concursante no estuvo entre las mejores ó peores del episodio y fue salvada.
     La concursante estuvo entre las peores del episodio y fue salvada.
     La concursante hizo lip-sync y ganó.
     La concursante hizo lip-sync y perdió.
     La concursante obtuvo el título de Miss Congeniality.

## Temporada 3
| EpisodioConcursante | 1    | 2    | 3    | 4    | 5    | 6    | 7    | 8    | 9    | 10         |
| ------------------- | ---- | ---- | ---- | ---- | ---- | ---- | ---- | ---- | ---- | ---------- |
| Maxie               | HIGH | SAFE | WIN  | WIN  | SAFE | SAFE | WIN  | STAY | SAFE | Winner     |
| Khianna             | WIN  | HIGH | HIGH | HIGH | SAFE | SAFE | BTM  | SAVE | HIGH | Runner Up  |
| Angel               | SAFE | BTM  | SAFE | SAFE | WIN  | LOW  | LOW  | STAY | WIN  | Eliminated |
| Tita Baby           | HIGH | BTM  | SAFE | SAFE | HIGH | HIGH | SAFE | STAY | BTM  | Eliminated |
| Zymba Ding          | TOP2 | SAFE | SAFE | SAFE | BTM  | WIN  | HIGH | BTM  | ELIM | Guest      |
| Myx Chanel          | HIGH | WIN  | BTM  | LOW  | LOW  | HIGH | SAFE | ELIM |      | Guest      |
| Popstar Bench       | SAFE | SAFE | HIGH | SAFE | SAFE | BTM  | ELIM |      |      | Guest      |
| John Fedellaga      | SAFE | SAFE | HIGH | HIGH | HIGH | ELIM |      |      |      | Guest      |
| J Quinn             | SAFE | SAFE | LOW  | BTM  | ELIM |      |      |      |      | Guest      |
| Yudipota            | HIGH | HIGH | SAFE | QUIT |      |      |      |      |      | Guest      |
| Versex              | SAFE | LOW  | ELIM |      |      |      |      |      |      | Miss. C    |

     La concursante es la ganadora de la temporada.
     La concursante es la subganadora de la temporada.
     La concursante fue de las finalistas, pero fue eliminada en la final.
     La concursante ganó el episodio.
     La concursante estuvo entre las mejores del episodio y fue salvada.
     La concursante no estuvo entre las mejores o peores del episodio y fue salvada.
     La concursante estuvo entre las peores del episodio y fue salvada.
     La concursante hizo lip-sync y ganó.
     La concursante hizo lip-sync y perdió.
     La concursante obtuvo el título de Miss Congeniality.

## Slaysian Royale
| EpisodioConcursante | 1    | 2    |
| ------------------- | ---- | ---- |
| Khianna             | WIN  | SAFE |
| Siam Phusri         | WIN  | SAFE |
| Arizona Brandy      | HIGH | WIN  |
| Brigiding           | HIGH | HIGH |
| Kitty Space         | HIGH | SAFE |
| Bernie              | SAFE | SAFE |
| Ivory Glaze         | SAFE | BTM  |
| Suki Doll           | SAFE | SAFE |
| Viñas Deluxe        | SAFE | WIN  |
| Yuhua               | SAFE | LOW  |
| Sum Ting Wong       | BTM  | ELIM |
| Madame Yoko         | ELIM |      |

     La concursante es la ganadora de la temporada.
     La concursante es la subganadora de la temporada.
     La concursante fue de las finalistas, pero fue eliminada en la final.
     La concursante ganó el episodio.
     La concursante estuvo entre las mejores del episodio y fue salvada.
     La concursante no estuvo entre las mejores o peores del episodio y fue salvada.
     La concursante estuvo entre las peores del episodio y fue salvada.
     La concursante hizo lip-sync y ganó.
     La concursante hizo lip-sync y perdió.
     La concursante obtuvo el título de Miss Congeniality.

## Jueces

### Jueces principales
- Paolo Ballesteros/Mamwa Pao, actor, maquillador, comediante, presentador de televisión, modelo e imitador
- Jiggly Caliente, actriz y artista drag conocida por sus apariciones en la temporada 4 de RuPaul's Drag Race y la temporada 6 de RuPaul's Drag Race All Stars y su papel recurrente en la serie Pose de FX
- KaladKaren, personalidad de televisión e imitadora.

### Jueces alternativos
- BJ Pascual, fotógrafo comercial y editorial
- Rajo Laurel, diseñador de moda
- Jon Santos, actor, imitador de celebridades, comediante y escritor

### Jueces invitados
Enumerados en orden cronológico:
- Pops Fernández, cantante, animadora, empresaria, presentadora de televisión y actriz
- Pokwang, comediante, actriz, presentadora de televisión y cantante
- Nadine Lustre, actriz, cantante y bailarina
- Regine Velásquez-Alcasid, cantante, actriz, presentadora y productora discográfica
- Pia Wurtzbach, modelo, actriz y Miss Universo 2015
- Patrick Starrr, maquillador, influencer digital y emprendedor
- Boy Abunda, profesor, presentador de televisión, publicista y gestor de talentos